# Belberaud
Belberaud is een gemeente in het Franse departement Haute-Garonne (regio Occitanie). De plaats maakt deel uit van het arrondissement Toulouse. Belberaud telde op 1 januari 2022 1.528 inwoners.

## Geografie
De oppervlakte van Belberaud bedroeg op 1 januari 2022 7,47 vierkante kilometer; de bevolkingsdichtheid was toen 204,6 inwoners per km².

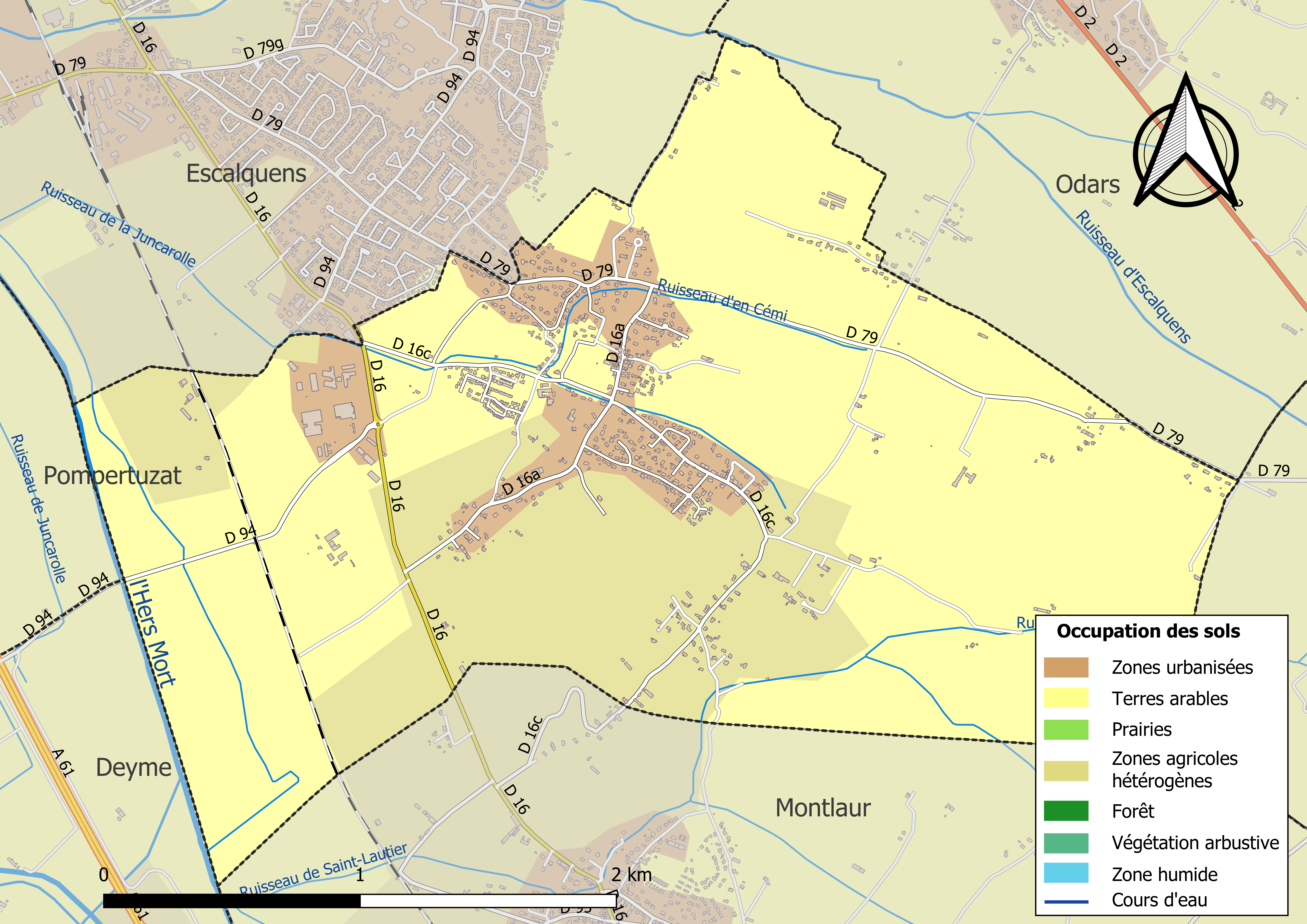
Kaart van de gemeente met belangrijkste infrastructuur, bodemgebruik en omliggende gemeenten

## Demografie
Onderstaande figuur toont het verloop van het inwonertal (bron: INSEE-tellingen).